# Цркве општине Лебане
Општина Лебане налази се на југу Србије, у Јабланичком округу. Општина броји дванаест цркава, од којих је једна у Лебану, а то је црква Светог Јована Крститеља, док се остале налазе у селима у околини града.

## Попис цркава
| Слика | Име                                                            | Локација     | Изградња | Координате                                            | Опис |
| ----- | -------------------------------------------------------------- | ------------ | -------- | ----------------------------------------------------- | --- |
|       | Црква Усековења главе Светог Јована Крститеља                  | Лебане       | 1932.    | 42° 55′ 03″ С; 21° 44′ 09″ И / 42.9176° С; 21.7359° И | На узвишеном платоу у центру Лебана налази се колосална грађевина у византијском стилу — храм који 11. септембра обележава сећање на усековање главе Светог Јована Крститеља. Саграђен је 1932. године на иницијативу лебанског сенатора Милутина Драгојевића, који је код краља Петра I Карађорђевића издејствовао средства за изградњу. Освећење храма вршио је Епископ нишки господин др Јован у саслужењу 21. свештеника 1946. године. Занимљиве су прелепе фреске и иконе, као и бетонски иконостас, који красе унутрашњост храма. На улазу у храм је дограђен звоник, а са јужне стране је укопана крипта за ктитора и спомен костурница за погинуле у Балканским ратовима. |
|       | Црква Свете Мученице Параскеве у Бошњацу                       | Бошњаце      | 16. век  |                                                       | Црква свете Петке, најстарија у општини, налази се у Бошњацу. Саграђена је почетком 16. века, а страдала 1941. године. Ова црква је карактеристичне архитектуре — укопана је испод нивоа земље, на начин како се то чинило при градњи православних храмова у време турске опсаде. Уз цркву су саграђена и три конака: први 1860, други 1879/1881. и трећи 1897. године. У првом је била школа манастирског метода, а у другом је неко време начелство среза јабланичког имало своје канцеларије. Дебели дугачки зид од непечене земље који опасује цркву и поред којег се протеже сеоско гробље саграђен је 1872. године. У вези са овом црквом помиње се и антиминис освећен од стране патријарха Арсенија IV и некакво рукописно јеванђеље — црквене ствари однесене од стране неких епископа приликом визитације 1887. године. За поменуте ствари се и данас не зна где се налазе. |
|       | Црква преноса моштију Светог Николаја Мирликијског у Бошњацу   | Бошњаце      | 2021.    |                                                       | |
|       | Црква преноса моштију Св. Николаја Мирликијског у Прекопчелици | Прекопчелица | 1873.    |                                                       | Надомак Царичиног Града, у селу Прекопчелица, налази се изузетно стара црква са јединственим иконостасом и живописом личног печата неуког мајстора. Црква је подигнута 1873. године, а освећена 28. августа, на Велику Госпојину. Тога дана се слави сеоска слава, режу завештани колачи и одржава велики народни сабор. |
|       | Црква Светог Илије у Штулцу                                    | Штулац       |          |                                                       | Црква Светог Илије налази се у селу Штулац и припада атару археолошког локалитета Царичин град. Највероватније њени темељи датирају из шестог века, а обновљена је 1836. године, након чега су је одржавали мештани. У порти цркве је једна оронула зграда коју су градили мештани 1836. године, а која је служила за окупљање људи и одржавање помена умрлима који су сахрањени на гробљу поред цркве. Звоно са звонаре ове цркве је било поклон са именом и презименом дародавца — Краља Петра првог Карађорђевића, са његовим жигом. Другог августа је народни сабор, сеоска слава и литије. |
|       | Видовданска црква у Бачевини                                   | Бачевина     |          |                                                       | Бидовданска црква налази се у селу Бачевина, њу одржавају мештани села. Они се око цркве у весељу окупљају на дан 28. јун, када прослављују Видовдан. |
|       | Црква Светог великомученика Прокопија у Шуману                 | Шумане       | 1877.    |                                                       | Храм Светог Великомученика Прокопија подигнут је у Шуману на гробовима погинулих официра и војника у рату против Турака 1876/77. године, од којих 3 гроба и данас стоје испред цркве. Храм је у Другом светском рату претрпео знатна оштећења, након чега су га обновили председник црквене општине Тома Николић и старешина цркве прота Никола Димитријевић, а све захваљујући прилозима верника. Храм је доживео још једно страдање 1965. године, када је ноћу обијен и из њега однето 14 икона. Око овог храма се 21. јула окупи више хиљада православних верника. |
|       | Црква Преподобне Мати Параскеве Свете Петке у Поповцу          | Поповце      | 2007.    |                                                       | Налази се у Поповцу. Не зна се када је подигнут првобитни храм. Данашњи храм подигнут је на темељима старијег 2007. године. Прилоге за грађење ове цркве давали су и мештани других села из поштовања према овом светом месту. 24. јуна 1947. године било је сушно пролеће те су сви усеви били угрожени. У селу Горњем Врановцу, које је одмах испод села Поповца скупила се једна мања група сеоских ђилкоша и покварених младића те су ухватили керушу, везали јој икону Пресвете Богородице о врат и водили је селом, да би се псето место њих молило за кишу, скрнавили лик и име Пресвете Богородице. Тог истог дана завладало је страшно невреме у том крају и сручи се велика провала облака више овог села и са великог брда налети велики слап воде који је носио дрвље и камење право на капелу Поповачку. Када је дошла ова стихија до капеле, подвојила се лево и десно, те се око капеле створило читаво брдо од наноса који је ова стихија носила са собом, а капела остала поштеђена. На прагу капеле било је тестиче са чистом бунарском водом и оно је остало недирнуто, нити је у капелу ушло ни кап воде. Око капеле је остао прави пустош. Више капеле ливада и испод капеле њиве биле су потпуно прекривене наносом и муљем. Ова стихија сручила се на село Горње Врановце одневши неколико зграда, утопила се три лица и засула најплодније земљиште муљем и шљунком, причинивши непроцењиву материјалну штету. |
|       | Црква Успења Пресвете Богородице у Гргуровцу                   | Гргуровце    | 1925.    |                                                       | Подигнута је 1925. године у Гргуровцу, али још увек није довршена, нити је унутрашњост украшена. Посебна је стога што сваке године 28. августа велики број мештана и верника доноси завештане колаче на резање. Ово је једина црква у лебанској парохији у којој се о сеоској слави са свештеником носе литије око цркве све до заветне крушке у црквеном дворишту, онако како су то чинили и њихови претходници. |
|       | Црква Преображења Господњег у Клајићу                          | Клајић       | 1916.    |                                                       | Налази се у Клајићу, а подигнут је 1916. године од средстава која су даривали мештани. Некада је била парохијска црква у којој је становало свештенство, али, услед велике депопулације, данас у њој нема ни венчања, ни крштења. Постоји предање да извор црквене водице има лековита својства, те га верници радо захватају и пију. Сабор и црквена слава је 19. августа. |
|       | Црква Светог Николаја у Липовици                               | Липовица     | 1915.    |                                                       | Храм је подигнут у селу Липовица 1915. године, трудом и средствима мештана, а освећен је 26. јула 1915. године, руком епископа нишког Доситеја Васића. На овај дан се и данас одржава народни сабор у порти. Некад је ово била парохијска црква када је ту становао свештеник. Има прелеп иконостас и вредне богослужбене књиге. |
|       | Црква Светог Великомученика Прокопија у Радевцу                | Радевце      | 1919.    |                                                       | Налази се у селу Радевце. Грађен је 1919. године и освећен 21.јула када се прославља име овог свеца. У његовој непосредној близини налази се спомен-чесма, такозвана Радевачка чесма са изузетно лепом водом за пиће. |
|       | Црква Светог Пантелејмона у Рафуни                             | Рафуна       | 1900.    |                                                       | Изграђена 1900. године у селу Рафуна. Има прелеп високи иконостас, вредне богослужбене књиге и црквене сасуде. Деветог августа се овде прославља име Светог Пантелејмона. Тренутно се обнавља. |